# Grand Bal de la douairière de Billebahaut
Le Grand Bal de la douairière de Billebahaut est un ballet de cour sur des poèmes de plusieurs auteurs dont Claude de L'Estoile, Charles Sorel et Tristan L'Hermite, mis en musique par Antoine Boësset, François Richard et Paul Auget, publié en 1626. 
Comme pour le Ballet des Dandins de la même année, les deux poèmes de Tristan sont dédiés à Gaston de France, frère de Louis XIII.

## Présentation

### Texte
Le Grand Bal de la douairière de Billebahaut (Bilbao) est composé de poèmes ou récits de divers auteurs représentés par les syllabes de leurs noms, mis en musique par Antoine Boësset et Paul Auget.
Le ballet est dansé « au Louvre, puis à l'Hôtel de ville en février 1626 ».

### Analyse
Le Grand Bal de la douairière de Billebahaut est un ballet de cour en cinq parties, sur des musiques d'Antoine Boësset, François Richard et Paul Auget, un livret de René Bordier, Claude de L'Estoile, Imbert, Racan, Charles Sorel, Théophile de Viau et Tristan L'Hermite, des costumes de Daniel Rabel et des décors de Francini et Morel.
Le ballet est donné en février 1626 au palais du Louvre par Louis XIII, Gaston d'Orléans et des gentilshommes de la cour. Devant le succès rencontré, il est repris quelques jours après à l'Hôtel de ville de Paris, où le Roi, désirant se rapprocher de ses sujets, se produit pour la première fois.
Dans une veine fantaisiste et burlesque, l'action se situe en une taverne de Clamart où des étrangers venus d'Amérique (des Indiens chasseurs de perroquets et le roi de Cusco), du Nord (des patineurs et des personnages fantastiques), d'Asie (le Grand Turc, son harem, Mahomet et les porteurs du Coran), d'Afrique (le Grand Khan et des sauvages) et d'Europe (des Espagnols) se retrouvent pour fêter le mariage de la douairière avec Fanfan de Sotteville.
À l'exception des Espagnols, les personnages exotiques sont tous caricaturés, par divers moyens, « jargons incompréhensibles, musiques cacophoniques et évolutions grotesques », à l'instar de la douairière et de ses suivantes, rendues ridicules car dansant « de façon démodée ».
Les danses de la dernière entrée du ballet singent également les compositions de Jacques Cordier dit Bocan, « dont elles se moquent gentiment ».

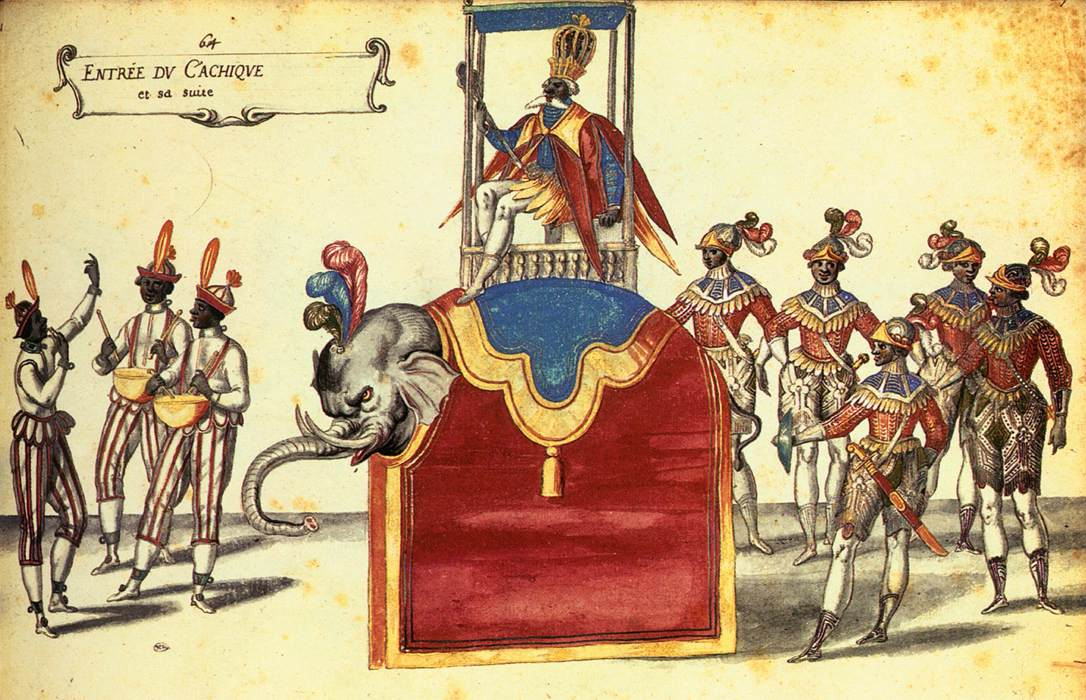
Illustration de Daniel Rabel (1626).

## Postérité

### Éditions nouvelles
Le ballet est inclus dans le recueil des Ballets et mascarades de cour de Henri III à Louis XIV de Paul Lacroix, dit le Bibliophile Jacob.
Les deux poèmes pour « Monsieur, représentant une Sultane » et « Monsieur, représentant un Africain » sont réédités en 2002 dans le tome III des Œuvres complètes de Tristan L'Hermite.

### Édition
- René Bordier, Grand bal de la douairière de Billebahaut, Paris, De l'imprimerie du Louvre, 1626 (lire en ligne).

### Œuvres complètes
- Jean-Pierre Chauveau et al., Tristan L'Hermite, Œuvres complètes (tome III) : Poésie II, Paris, Honoré Champion, coll. « Sources classiques » (no 42), 2002, 736 p. (ISBN 978-2-7453-0607-4)

### Anthologies
- Paul Lacroix, dit le Bibliophile Jacob, Ballets et mascarades de cour de Henri III à Louis XIV (1624-1627), t. 3, Paris, Slatkine, 1968 (1re éd. 1868), 344 p. (lire en ligne)

### Ouvrages cités
- Napoléon-Maurice Bernardin, Un Précurseur de Racine : Tristan L'Hermite, sieur du Solier (1601-1655), sa famille, sa vie, ses œuvres, Paris, Alphonse Picard, 1895, XI-632 p.
- Sandrine Berrégard, Tristan L'Hermite, « héritier » et « précurseur » : Imitation et innovation dans la carrière de Tristan L'Hermite, Tübingen, Narr, 2006, 480 p. (ISBN 3-8233-6151-1, lire en ligne)
- Amédée Carriat, Tristan, ou L'éloge d'un poète, Limoges, Éditions Rougerie, 1955, 146 p.
- Doris Guillumette, La libre pensée dans l'œuvre de Tristan L'Hermite, Paris, Nizet, 1972, 205 p.
- Philippe Le Moal (dir.), Dictionnaire de la danse, Paris, Larousse, 1999, 680 p. (ISBN 2-03-511318-0).